# Križny potok (dopływ Popradu)

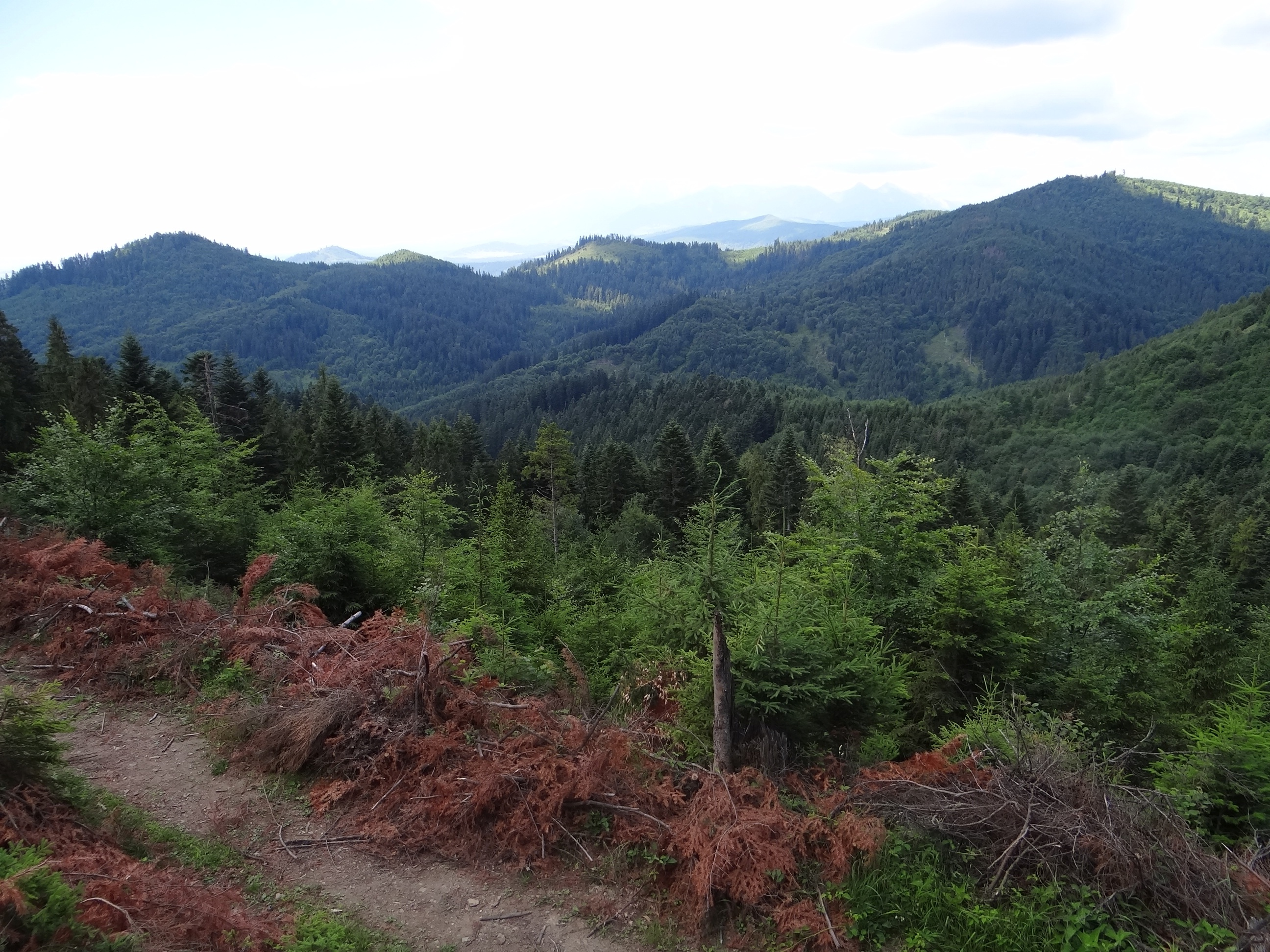
Dolina Krížnego potoku w Magurze Spiskiej

Krížny potok – potok, dopływ Popradu na Słowacji. Ma źródła na wysokości około 780 m na południowych stokach Riňavy i Plontany we wschodniej części Magury Spiskiej. Spływa w kierunku południowo-wschodnim między dwoma grzbietami odchodzącymi od tych szczytów i wypływa na Kotlinę Lubowelską. W miejscowości Podoliniec na wysokości 564 m uchodzi do Popradu jako jego lewy dopływ.
Głównymi dopływami są: Vápenný potok, Hlučiaci potok, Topoľový potok i Výhonský potok.